# Acheuli kultúra
Az acheuli kultúra (vagy acheuli ipar, angolul: Acheulean) a paleolitikum első szakaszának, a korai emberek eszközkészítő tevékenységének összefoglaló neve.
A franciaországi Somme megye fővárosában Saint-Acheul-ban talált leletek alapján nevezték el, de az acheuli kultúra jóval nagyobb területen elterjedt, mint a névadó város.
Az acheuli szerszámokat az alsó paleolit korszakban gyártották Afrikában, valamint Nyugat-Ázsia, Dél-Ázsia, Kelet-Ázsia és Európa nagy részén, és jellemzően Homo erectus maradványain találhatók. Úgy gondolják, hogy az acheuli ipart először körülbelül 1,76 millió évvel ezelőtt fejlesztették ki, és a Homo habilishoz kapcsolódó primitívebb olduvai kultúra származtak. Az acheuli ipar legalább a középső paleolitikum korai részét foglalja magában . A vége nem pontosan meghatározott, attól függően, hogy a Sangoan (más néven "Epi-Acheulean") szerepel-e, akár 130 000 évvel ezelőttig tarthat. Európában és Nyugat-Ázsiában a korai neandervölgyi ember átvette az acheuli technológiát, amely körülbelül 160 000 évvel ezelőtt váltott át a moustieri technikára.